# Gavere
Gavere este o comună neerlandofonă situată în provincia Flandra de Est, regiunea Flandra din Belgia. La 1 ianuarie 2008 avea o populație totală de 12.226 locuitori. 

## Geografie
Comuna actuală Gavere a fost formată în urma unei reorganizări teritoriale în anul 1977, prin înglobarea într-o singură entitate a mai multor comune învecinate. Suprafața totală a comunei este de 31,35 km². Comuna este subdivizată în secțiuni, ce corespund aproximativ cu fostele comune de dinainte de 1977. Acestea sunt:
| - I. Gavere - II. Asper - III. Semmerzake - IV. Vurste - V. Dikkelvenne - VI. Baaigem |

Localitățile limitrofe sunt:
- a. Melsen (Merelbeke)
- b. Schelderode (Merelbeke)
- c. Munte (Merelbeke)
- d. Scheldewindeke (Oosterzele)
- e. Velzeke-Ruddershove (Zottegem)
- f. Dikkele (Zwalm)
- g. Beerlegem (Zwalm)
- h. Meilegem
- i. Nederzwalm-Hermelgem
- j. Zingem
- k. Huise (Zingem)
- l. Ouwegem (Zingem)
- m. Nazareth
- n. Eke (Nazareth)
- o. Zevergem (De Pinte)